# Johann Friedrich August Clar
Johann Friedrich August Clar, auch Claar, (* 7. April 1768 in Belzig, Kurfürstentum Sachsen; † 21. März 1844 in Berlin) war ein deutscher Kupferstecher.

## Leben
Johann Friedrich August Clar wurde als Sohn des Kammerkommissionsrats und Amtmanns Johann Siegmund Clar und der Johanna Dorothea Tunzel geboren. Auf Wunsch seines Vaters sollte er erst im Staatsdienst anfangen, jedoch gab er den Neigungen seines Sohnes nach. Nach einer Reise nach Frankfurt am Main im Jahre 1790 kehrte er zurück, um sich weiter zu bilden. Bald darauf verließ er Leipzig und ließ sich in Berlin nieder. Zuerst fertigte er Karikaturen, später kamen Porträts hinzu. Er war unter anderem Mitarbeiter an den Abbildungen für das Werk des Grafen von Hoffmannsegg zur Flora von Portugal.

Werkauswahl
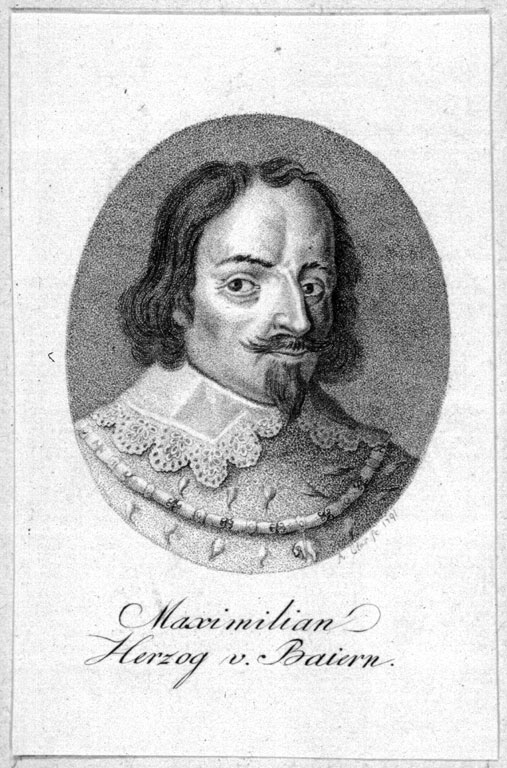
Bildnis des Herzogs Maximilian I. von Bayern († 1651), (1791)
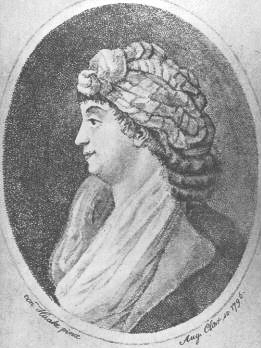
Bildnis der Sängerin Josepha Duschek (1796)
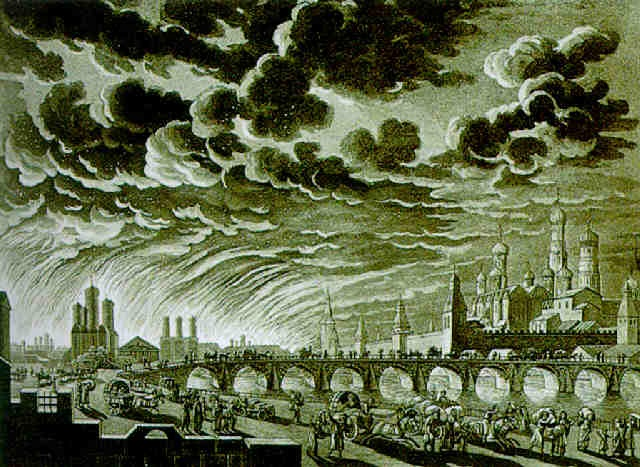
Brand von Moskau
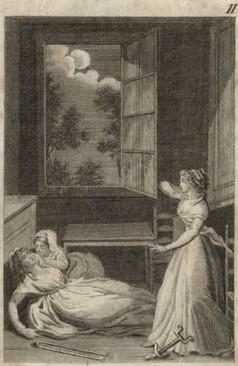
Buchillustration zu Lesuire (1800)

## Familie
In erster Ehe war er mit Carolina Friederica Klatschen verheiratet, in zweiter Ehe mit Johanna Cressenzia Hausmann.
Die Kinder erster Ehe sind Friedrich Ferdinand Albert Clar (* 15. September 1789 in Berlin) und Carl August Ferdinand Clar (* 14. Oktober 1790 im Meenschens Haus in Berlin).
Die  Kinder zweiter Ehe sind Friedrich August Ferdinand Clar (* 8. April 1797 in Berlin) – später Kunsthändler und Kupferstecher in Berlin; Clara Cressentia Clar (* 5. Juli 1798 in Berlin); Francisca Cressentia Clar (* 14. Januar 1801 in Berlin); Emilie Mathilde (* 12. August 1802 in Berlin); Mathilde Laura Clar (* 30. Juli 1812) in Berlin und Constanze Hermenine Clar (* 14. Dezember 1813 in Berlin).
Als er verstarb, hinterließ er eine Witwe sowie zwei Töchter und einen Sohn.